# Тибетская коммунистическая партия
Тибетская коммунистическая партия (тиб. ཕུན་ཚོགས་དབང་རྒྱལ, кит. 西藏共產黨) — коммунистическая партия, существовавшая нелегально в Тибете в 1940-е годы.

## История
Партия основана Пхунцоком Вангьялом и Нгаваном Кесаном в 1940-е годы в Каме на базе Тибетской демократической лиги молодёжи, созданной тибетскими студентами в Нанкине.
Одной из своих задач партия видела в объединении всех тибетцев У-Цанга, Кама, Амдо. Попытки Вангьяла заинтересовать кабинет министров Тибета в содействии вооружённой борьбе в Каме окончились провалом. Стратегия партии в течение 1940-х годов была двоякой: привлечение прогрессивных элементов среди студентов и аристократии Тибета к программе модернизации и демократических реформ, а также поддержка партизанской борьбы за свержение правительства Лю Вэньхуэя в Каме.
Партия обращалась в посольство Советского Союза с просьбой поддержки в предстоящем социалистическом восстании в У-Цанге и Каме. Позднее Вангьял выходил на связь с представителями Коммунистической партии Китая и Коммунистической партии Индии. Коммунисты Тибета готовились вести партизанскую войну против армии Гоминьдана.
Весной 1949 года тибетские коммунисты, ободрённые активизацией деятельности китайских и бирманских коммунистов в прилегающих районах, также активизировали свою деятельность. В ответ на это Вангьял и его товарищи были изгнаны из Лхасы по требованию тибетского правительства. Через Индию тибетские коммунисты добрались в августе 1949 года до Западной Юньнани. Однако местный красный командир, Цюй Гэнь из народности бай,  потребовал, чтобы тибетцы влили свою партию в КПК в качестве условия для совместной партизанской деятельности.
В 1949 Тибетская коммунистическая партия вошла в состав Коммунистической партии Китая.